# TNC-stik
TNC-stik (TNC er akronym af Threaded Neill-Concelman, ikke Threaded Navy Connector) er et elektrisk stik, som anvendes til højfrekvenssignaler mindre end ca. 11 GHz. TNC-stik og BNC-stik ligner meget hinanden. TNC-stik er med en gevindomløber, hvor BNC-stik er med en bajonetfatning. Data for TNC-stikket varierer med fabrikant og med frekvensen.

## Anvendelser
Stikkene monteres på koaksialkabel og er anvendelige til frekvenser langt op i UHF-området - og en stor del af SHF. Da koaksialkabler findes i forskellige tykkelser og med forskellige impedanser (50 ohm (mest udbredt) og 75 ohm, laves TNC-stikkene i flere forskellige udgaver, der passer til disse.
TNC-stik er immun overfor vibrationsstøj.